# الشمس الغاربة
الشمس الغاربة (باليابانية: 斜陽) (شايو) هي رواية يابانية كتبت بواسطة أوسامو دازاي، نشرت لأول مرة عام 1947. تتمحور القصة حول عائلة ارستقراطية تعيش في حالة من التدهور والازمات خلال السنوات الأولى من الحرب العالمية التانية.

## القصة
تتحدث الرواية عن كازوكو ذو التسعة والعشرين عاما وأخيها ناوجي ووالدتهم الأرملة, أعضاء في عائلة أرستقراطية متفككة تعيش في طوكيو في فترة ما بعد الحرب العالمية الثانية, كانت كازوكو متزوجة, ولكن تطلقت وعادت لمنزل العائلة بعد ادعائها انها قامت بعلاقة غرامية خارج الزواج مع رسام كانت تعجب به, والطفل الذي كانت تتنتظره ولد ميتا. أما ناوجي، الذي كان يخدم في القوات المسلحة في جنوب المحيط الهادئ، فقد أعلن عنه مفقودا. تتذكر كازوكو أوقاتا كانت فيها تحرق بيض الثعابين، ظنًا منها أنها بيض الأفاعي. يتبين لاحقًا أنه في وقت وفاة والدها كانت هناك الكثير من الثعابين حول المنزل، مما جعلها تصبح مظلمة في عيونها وعيون والدتها.
تتنتقل كازوكو ووالدتها إلى ريف جزيرة إزو بمساعدة أحد أقاربها, وتبدأ هي في العمل في الحقول لإعالتهما، مدّعية أنها تنمو لتصبح "امرأة خشنة". وفي أحد الأيام، يعود ناوجي أخيرًا. إنه مدمن على الأفيون كما كان عليه قبل الحرب. يعامل والدته وأخته بقسوة، ويقضي معظم وقته بين الأوساط الأدبية في طوكيو التي كان مرتبطًا بها قبل تجنيده. تجد كازوكو "مجلة زهرة القمر" لناوجي، والتي يتحدث فيها عن تعصب الناس ونفاقهم، ويكتب عن إدمانه ونضالاته ككاتب وفرد.
تكتب أزوكو إلى الروائي أوهارا، رفييق قديم ومعلم لأخيها، الذي التقت به ذات مرة عندما كانت لا تزال متزوجة. تعلن أنها تحبه وتعشقه وترغب في أن تنجب له طفلا بالرغم من علمها أنه مدمن على الكحول. أشارت مرارًا وتكرارًا إلى أفكار المسيحية والماركسية، بعد أن قرأت كتابًا لروزا لوكسمبورغ وجدته في متعلقات شقيقها، وأهدت الحروف إلى "M.C"، وحلت الأحرف الأولى من اسمها على أنها "My Chekhov" و"My Child". ولا يجيبها. في الوقت نفسه، تتدهور صحة والدتها، ويتم تشخيص إصابتها بمرض السل. ترى كازوكو ثعبانًا أسود على الشرفة وتتذكر أنه عند موت والدها كان أحدهم حاضرًا. وبعد فترة وجيزة ماتت والدتها.
كازوكو تلتقي أخيرًا بـ أوهارا بعد سنوات من لقائهما الأول. بعد ذلك بوقت قصير، يودي ناوجي بحياته للأنتحار، تاركا وراءه رسالة لأخته تعبر عن شعوره بالضعف بسبب أصوله الأرستقراطية، ويدين جميع الأيديولوجيات التي تقمع الفرد. تنتهي القصة برسالة كتبتها كازوكو إلى أوهارا، تكشف قيها أنها حامل وتريد تربية الطفل بمفردها وأن تتخلص من الأخلاق القديمة وتتبني أسلوب حياة ثوري جديد. تنهي الرسالة مخاطبة أوهارا مجددًا باسم "M.C"، وتفسر هذه المرة الأولى الأحرف كـ "My Comedian"مهرجي.

## تاريخ النشر
تم نشر رواية "الشمس الغاربة" لأول مرة بشكل مسلسل في مجلة شينشو بين يوليو وأكتوبر عام 1947، قبل أن يتم نشرها ككتاب في نفس العام.
ظهرت النسخة الإنجليزية في سبتمبر 1956 في ترجمة قدمها دونالد كين. وكانت الفصول الأولى قد نُشرت في مجلة Harper's Bazaar في الشهر السابق.
في مارس 2024، قامت Tuttle Publishing بإصدار النسخة الإنجليزية من رواية "الشمس الغاربة " نسخة القصص المصورة"، وهي رواية مصورة من إعداد كوكو كاشيوايا تعيد سرد الرواية الأصلية لأوسامو دازاي.

## الخلفية
استلهمت شخصية كازوكو من الكاتبة والشاعرة شيزوكو أوتا (1913-1982)، التي كانت عشيقة دازاي وهو متزوج في ذلك الوقت. تم استخدام مذكراتها كأساس لملاحظات كازوكو في الرواية.

## الإرث
تُعتبر رواية أوسامو دازاي "الشمس الغاربة" في الوقت الحاضر من أشهر أعماله، حيث "أحدثت حالة من الإثارة الفورية" عند ظهورها لأول مرة. تم تصويرها كصورة دقيقة لليابان ما بعد الحرب، وأصبح عنوانها مرادفًا لانحدار النبلاء اليابانيين في تلك الحقبة.